# پیرگاه
پیرگاه (به لاتین: Pirgax یا Pirqax یا  Pirxaqbinə یا Pirgah) یک منطقه مسکونی در جمهوری آذربایجان است که در شهرستان بالاکن واقع شده است.